# Сянь Дунмей
Сянь Дунмей (кит. трад. 冼東妹, спр. 冼东妹, піньїнь: Xiǎn Dōngmèi, 15 вересня 1975) — китайська дзюдоїстка, олімпійська чемпіонка.

## Виступи на Олімпіадах
| Олімпіада  | Дисципліна           | Місце |
| ---------- | -------------------- | ----- |
| Афіни 2004 | напівлегка категорія | 1     |
| Пекін 2008 | напівлегка категорія | 1     |